# Cape Coast

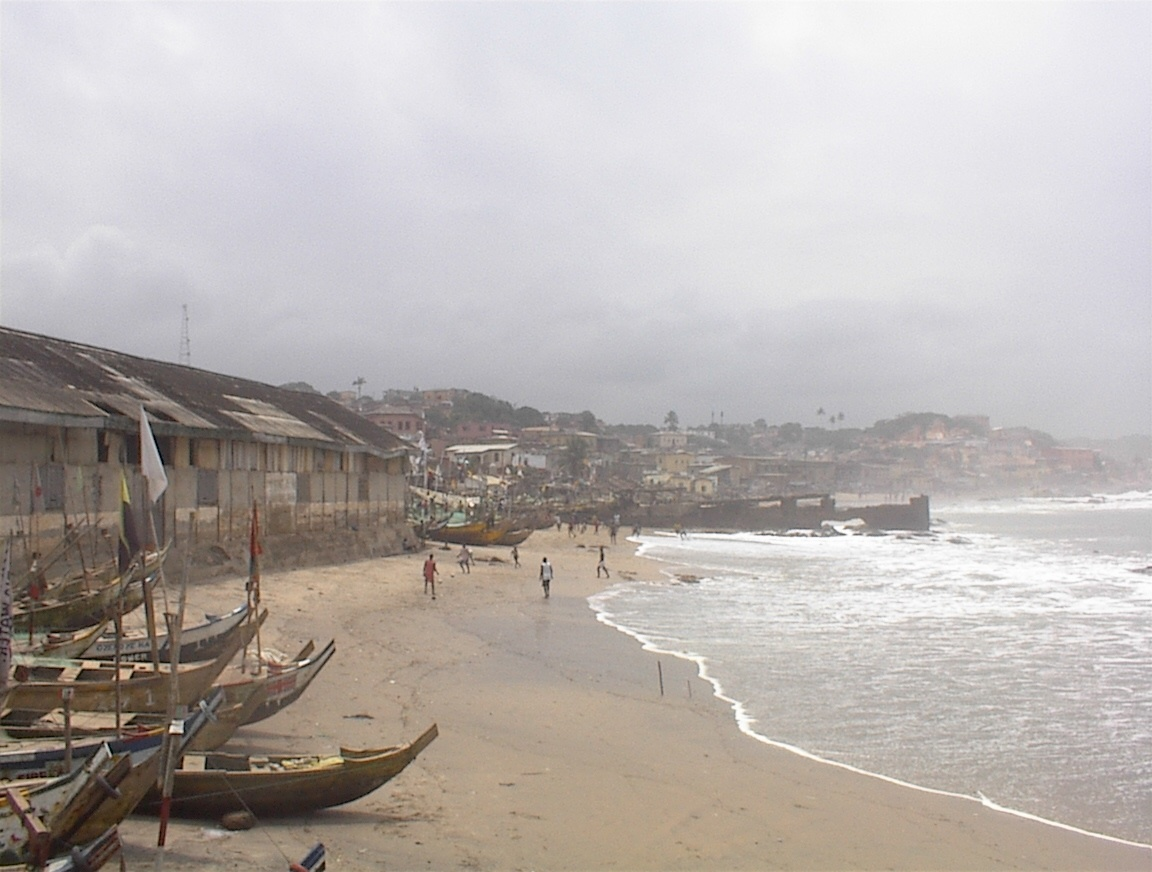
Fiskeflottan i Cape Coast.

Cape Coast (äldre portugisiskt namn Cabo Corso) är en kuststad i Ghana och är huvudstad i Centralregionen. Centralorten hade strax över 100 000 invånare vid folkräkningen 2010, med cirka 170 000 invånare i hela storstadskommunen (Cape Coast Metropolitan Municipality). Från 1600-talet har kontrollen över staden skiftat mellan England, Portugal, Sverige, Danmark och Nederländerna.

## Historia
Platsen var från början känd som Oguaa, vilket härrör från fantefolkets ord gua, vilket betyder marknad. Cape Coast grundades med det portugisiska namnet Cabo Corso av Portugal på 1600-talet och växte fram runt fortet Cape Coast Castle, som numera räknas som ett världsarv. År 1641 lade Holland staden under sig. Genom ett avtal med det svenska Afrikanska kompaniet i december 1649 fick kompaniet privilegier för handel på Västafrika med elfenben, slavar och guld, så länge som detta inte inverkade på Nova Sueciakompaniets intressen. Året därpå, april 1650, ingick Afrikakompaniet ett avtal med kungen av Futu, områdets härskare, om att köpa staden. Fortet och staden hamnade under svensk överhöghet, som dock inte kom att vara längre än 11 år. Den av kompaniet anställde tysken Henrik Carloff blev guvernör.
Fortet Cape Coast Castle byggdes ut till ett handelsfort för att skydda de två handelsstationer som uppförts i området. Fortet döptes om till Carolusborg efter kung Karl X Gustav. Två mindre fästen uppfördes även. Fem år senare utvidgades privilegierna, men efter att Carloff avsatts som guvernör gick han i maskopi med Danmark och lyckades överta borgen år 1658 och fängsla dåvarande guvernören Johan Filip von Krusenstierna. 
Sverige hade föresatt sig att återta Cabo Corso vid freden i Köpenhamn 1660, men projektet misslyckades. År 1663 tog Holland åter herraväldet över fortet och staden, men redan året därpå övertogs det igen av England. Englands överhöghet bekräftades vid freden i Breda 1667, därefter förblev staden engelsk till staten Ghanas självständighet. Efter 1667 har olika brittiska kompanier besatt borgen tills den brittiska regeringen tog över år 1844. Britterna skötte kolonin Guldkusten från staden fram tills Accra blev huvudstad i Guldkusten 1877.

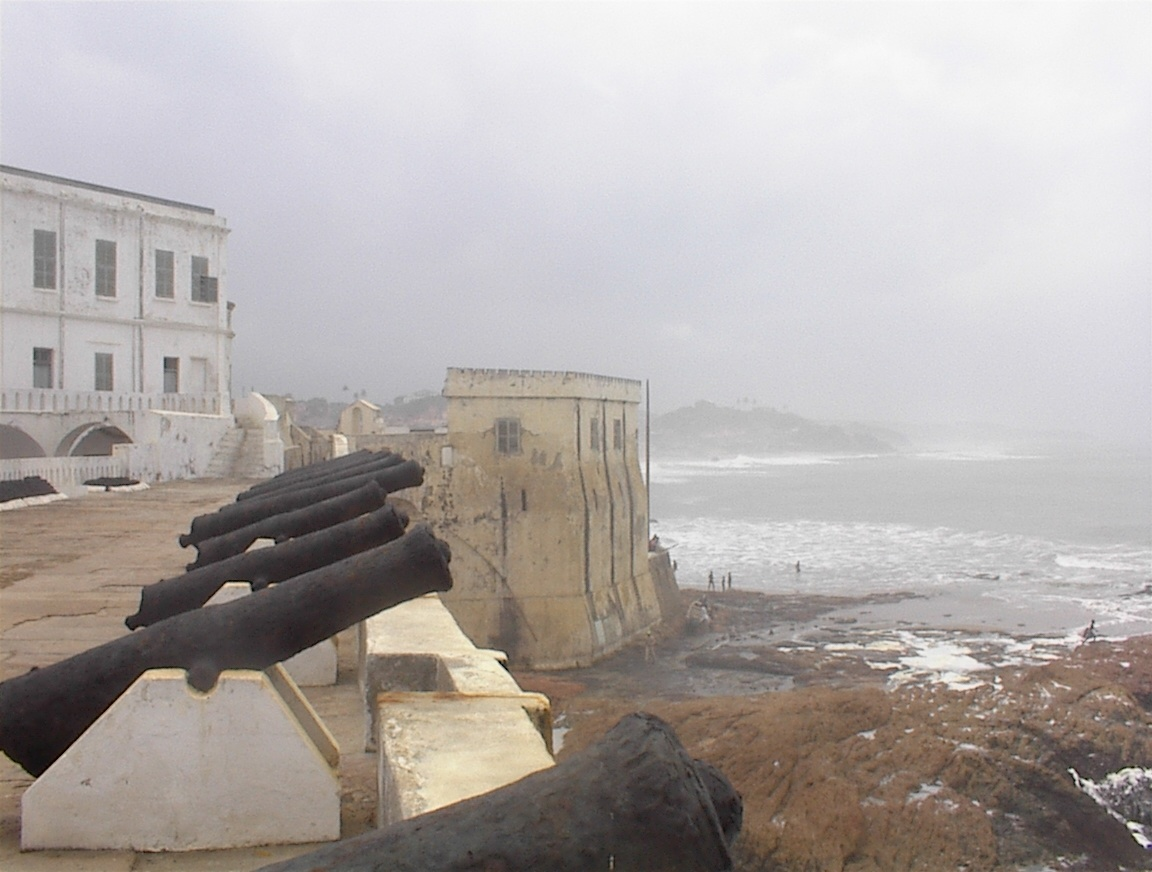
Fortet Cape Coast Castle vid vattnet i Cape Coast.

## Administrativ indelning
Cape Coasts storstadskommun är indelat i två underdistrikt:
- Cape Coast North
- Cape Coast South

## Sevärdheter
Stadens symbol är en krabba som är avbildad i en staty i stadens centrum. Fort William, byggt 1820, var en aktiv fyr från 1835 till 1970-talet, medan Fort Victoria byggdes 1702. Andra evenemang är Cape Coast Centre for National Culture, Oguaa Fetu Afahye skördefest och sedan 1992, teaterfestivalen Panafest som hålls vartannat år.

## Utbildning
I Cape Coast ligger University of Cape Coast, Ghanas främsta universitet inom utbildning och forskning. I folkmun Cape Vars är ett av få universitet som ligger vid stranden, med utsikt över Atlanten. UCC är en del av Ghanas "Ivy League". Staden har också några av Ghanas bästa gymnasieskolor; Wesley Girls' High School, St. Augustine College, Mfantsipim, Adisadel College, Aggrey Memorial AME Secondary School, Ghana National College, Holy Child Secondary, med flera.

## Omnämnande i svensk litteratur
Johan Vilde är en svensk serie- samt ungdomsromansvit i historisk miljö, skriven av Janne Lundström. I dessa böcker besöker huvudpersonen staden Cape Coast och handelsfortet Carolusborg.